# Juan Camilo Zúñiga
Juan Camilo Zúñiga Mosquera (Chigorodó, 1985. december 14. –) kolumbiai válogatott labdarúgó.

## Sikerei, díjai
Atletico Nacional
- Kolumbiai bajnok (3): 2005 (Apertura), 2007 (Apertura), 2007 (Finalización)

Napoli
- Olasz kupagyőztes (2): 2011–12, 2013–14